# Établissement de préparation et de réponse aux urgences sanitaires
L’établissement de préparation et de réponse aux urgences sanitaires (EPRUS) est une agence française de sécurité sanitaire et un établissement public administratif sous tutelle du ministère de la Santé français créé en 2007 et dissous en 2016. Lors de sa dissolution en mai 2016, ses attributions sont fusionnées avec celles d'autres organismes au sein de l'Agence nationale de santé publique.

## Histoire
À la suite de l’épidémie de grippe aviaire (H5N1) de 2006, cet établissement est créé par la loi du 5 mars 2007 relative à la préparation du système de santé à des menaces sanitaires de grande ampleur et son décret d’application,,. L'EPRUS a deux fonctions essentielles : gérer la réserve sanitaire d'une part (réserve de professionnels du secteur de la santé, volontaires pour être mobilisés en cas de situation sanitaire exceptionnelle), gérer les stocks stratégiques de produits de santé d'autre part. Les débuts de l'établissement sont difficiles : changement de responsables, finalisation difficile des statuts.
En 2009, à la suite d'une épidémie de H1N1, les stocks de masques et de vaccins sont renforcés. Mais cette épidémie a un impact très limité en France, alors que certaines prévisions envisagaient qu'elle touche 20 millions de Français,. La ministre de la santé de l’époque, Roselyne Bachelot est critiquée. Cette crise fait naître dans une partie de la haute administration de la santé le sentiment d’en avoir trop fait et, finalement, d’avoir inutilement gaspillé des fonds publics au profit des laboratoires pharmaceutiques.
En 2011, une distinction est faite sur les masques, entre le stock, considéré comme stratégique, de masques chirurgicaux destinés à la population, et le stock, considéré comme tactique, de masques FFP2 destinés au personnel soignant. Les stocks tactiques sont confiés aux établissements de santé, par ailleurs soumis à une forte pression sur l'ensemble de leurs coûts. Ces stocks tactiques ne sont plus régulièrement renouvelés, après la durée de péremption des masques et autres produits.
Fin 2013, une équipe de réservistes sanitaires est envoyée en mission en Polynésie Française confrontée à une épidémie de dengue et de zika. L'organisme procède également à d'autres interventions, comme aux Antilles durant l'été 2014, en renfort, lors de l'épidémie de chikungunya. Il est également mobilisé sur plusieurs dispositifs prudentiels liés aux commémorations : DDay en juin 2014, commémorations du centenaire en novembre 2014.
Cette même année 2014 et en 2015, l'EPRUS intervient aussi dans la lutte contre l'épidémie Ebola, notamment pour sa capacité à mobiliser des soignants via la réserve sanitaire, dès le début de l'épidémie,. Cet établissement apporte également des renforts pour que soient assurés les contrôles sanitaires à l'aéroport Charles-de-Gaulle à l'arrivée des avions en provenance de Guinée-Conakry.
La loi de modernisation du système de santé de 2016 prévoit la création de l’agence nationale de santé publique, fusion de l’institut de veille sanitaire, l’institut national de prévention et d'éducation pour la santé et l’établissement de préparation et de réponse aux urgences sanitaires, effectivement créé au 1er mai 2016,. L'EPRUS est dissous au profit de cette agence nationale de santé publique, dite Santé publique France.

## Réserve sanitaire
L'EPRUS est chargé de constituer, gérer et maintenir en capacité opérationnelle un vivier de professionnels du secteur de la santé, volontaires pour être mobilisés en renfort lors d'une situation sanitaire exceptionnelle ou d'une crise. Il peut s'agir d'une crise à cinétique lente (par exemple : renfort d'un hôpital confronté à un afflux, sur la longue durée, de patients du fait d'une épidémie) ou à cinétique rapide (explosion, tremblement de terre, etc.). Les réservistes sont contactés, sélectionnés, mis au courant, équipés, acheminés par l'EPRUS. L'EPRUS rembourse les établissements employeurs si les réservistes sont salariés ou agents publics, rémunère ou indemnise directement les autres professionnels (professionnels libéraux, retraités, sans emploi et étudiants).
En 2015, l'EPRUS compte plus de deux mille professionnels réservistes sanitaires, un chiffre en augmentation d'environ 30 % par an. L'EPRUS assure une soixantaine de sessions de formation par an, et propose également des modules de formation à distance.

## Stocks stratégiques nationaux de produits de santé
L'EPRUS est également chargé, jusqu'à sa dissolution en 2016, de gérer pour le compte de l'État les stocks stratégiques nationaux de produits de santé, notamment les vaccins et les masques chirurgicaux et FFP2,.
Ces stocks ont été significatifs initialement, à la création de l'EPRUS (« 70 millions de vaccins antivarioliques et autant d’aiguilles, embouts et pipettes ; 81,5 millions de traitements d’antibiotiques en cas d’attaque bioterroriste de charbon, peste ou tularémie ; 11,7 millions de traitements antiviraux et 11,5 tonnes de substance active (oseltamivir) en cas de pandémie grippale ; 285 millions de masques de filtration de type FFP2 et 20 millions de boîtes de 50 masques chirurgicaux »). À la suite des critiques adressées à l'exécutif et notamment à la ministre de la santé en 2009, la valeur de ces stocks était déjà réduite de moitié en 2014, deux ans avant la suppression de l'EPRUS,.